# رون إليس
رون إليس هو لاعب هوكي الجليد كندي، ولد في 8 يناير 1945 في لندسي ‏ في كندا.

## وصلات خارجية
- رون إليس على موقع دوري الهوكي الوطني (الإنجليزية)
- رون إليس على موقع EliteProspects.com (الإنجليزية)
- رون إليس على موقع HockeyDB.com (الإنجليزية)
- رون إليس على موقع Hockey-Reference.com (الإنجليزية)
- رون إليس على موقع قاعة كندا للمشاهير الرياضية (الإنجليزية)
- رون إليس على موقع قاعة أونتاريو للمشاهير الرياضية (مؤرشف) (الإنجليزية)